# 趙鵬第
趙 鵬第（ちょう ほうだい、1878年 – 没年不詳）は、中華民国・満洲国の官僚・司法官・銀行家・実業家。別号は雪門。

## 事績
奉天法律講習所を卒業。中華民国時代は営口初級審判庁推事、奉天高等審判庁民庭長、北京総検察庁書記官、奉天高等審判長主任書記官を歴任。この他にも東三省官銀号委員、黒竜江督軍公署諮議、吉林官銀号幇弁なども歴任したという。
満洲事変後に奉天省公署秘書長兼財政庁庁長に任命された。満洲国が建国されると、奉天省民政庁長に移っている。1934年（康徳元年）7月、日本内地見学を行う。1937年（康徳4年）6月30日、竜江省長に任命された。1939年8月18日に辞任すると、以後は官界を離れている。1943年（康徳10年）時点では、満洲国協和会奉天市本部常任委員、満洲演芸協会株式会社社長、満洲映画協会株式会社監事、瀋陽商業銀行常務監査人などをつとめていた。
1944年以降における趙鵬第の行方は不詳となっている。